# Spanyol ábécé
A spanyol ábécé (abecedario vagy – görögös szóval – alfabeto) a latin ábécé módosult változata, egy diakritikus jellel ellátott betűvel (Ñ) kiegészítve. A hivatalos teljes ábécé – a 2010-es reform óta – a következő 27 betűből áll:
| a, b, c, d, e, f, g, h, i, j, k, l, m, n, ñ, o, p, q, r, s, t, u, v, w, x, y, z. |
|                                                                                  |
A betűk neve nőnemű, és mindegyik előtt a la, illetve una névelő használatos: la a, la be, una hache.

## Egyes betűk használata

### K és W
Ez a két betű idegen a spanyolban, akárcsak a latinban és az újlatin nyelvek többségében. A K csak görög eredetű és idegen szavakban fordul elő, spanyol szavakban ezt a hangot C (a, o, u és mássalhangzó előtt), vagy QU (e, i előtt) jelöli. A W néhány, főleg germán eredetű idegen szóban fordulhat elő, azonban ezek közül a teljes mértékben meghonosodott szavakat már szimpla V betűvel írják át.

### CH és LL
Ezt a két összetett betűt, mivel külön hangokat jelölnek, egy ideig teljesen külön részben szerepeltették a spanyol szótárak és lexikonok. Azonban 1994-ben a Spanyol Királyi Akadémia az igényeknek megfelelően visszaállította a hagyományos rendezési elvet, amelynek megfelelően az e betűkkel kezdődő – vagy e betűket tartalmazó – szavakat az egyszerűsített latin ábécé sorrendje szerint, a C és L betűkhöz kell besorolni.

## A betűk írásmódja és hangértéke
| Betű | A betű neve                           | Hangértéke   | Hangértéke            | Hangértéke                    |
| Betű | A betű neve                           | Fonéma (IPA) | Főbb allofónok (IPA)  | Közelítő magyar megfelelő     |
| ---- | ------------------------------------- | ------------ | --------------------- | ----------------------------- |
| A, a | a                                     | /a/          | [a]                   | á                             |
| B, b | be                                    | /b/          | [b], [p], [β]         | b, v, p                       |
| C, c | ce                                    | /s/, /θ/ /k/ | [s], [θ] [k]          | sz k                          |
| D, d | de                                    | /d/          | [d], [ð]              | d, (lágy d)                   |
| E, e | e                                     | /e/          | [e], [ɛ], [i~j]       | e, é, i~j                     |
| F, f | efe                                   | /f/          | [f]                   | f                             |
| G, g | ge                                    | /x/ /g/      | [x] [g], [ɣ]          | ch (például pech) g, (lágy g) |
| H, h | hache                                 | — ( /h/)     | — ([h])               | — (h)                         |
| I, i | i                                     | /i/          | [i], [j]              | i, j                          |
| J, j | jota                                  | /x/          | [x]                   | ch (például pech)             |
| K, k | ka                                    | /k/          | [k]                   | k                             |
| L, l | ele                                   | /l/          | [l]                   | l                             |
| M, m | eme                                   | /m/          | [m]                   | m                             |
| N, n | ene                                   | /n/          | [n], [ŋ], [m]         | n, (ng), m                    |
| Ñ, ñ | eñe                                   | /ɲ/          | [ɲ]                   | ny                            |
| O, o | o                                     | /o/          | [o], [ɔ], [w]         | o, (nyílt o), (u)             |
| P, p | pe                                    | /p/          | [p]                   | p                             |
| Q, q | cu                                    | /k/          | [k]                   | k                             |
| R, r | erre                                  | /ɾ/ /r/      | [ɾ], [r] , [rː]       | r rr                          |
| S, s | ese                                   | /s/          | [s], ([z])            | sz, (z)                       |
| T, t | te                                    | /t/          | [t]                   | t                             |
| U, u | u                                     | /u/          | [u], [w]              | u, v                          |
| V, v | uve vagy ve                           | /b/          | [b], [β]              | b, v                          |
| W, w | (u)ve doble, doble (u)ve vagy doble u | = b/v, /gw/  | [b], [gw]             | b, gv                         |
| X, x | equis                                 | /ks/ (/x/)   | [ks], [gs], [s] ([x]) | ksz, gsz, sz (ch)             |
| Y, y | ye vagy i griega                      | /i/ /ʝ/      | [i], [j], [ʝ], [ɟ]    | i, j j, gy                    |
| Z, z | zeta vagy zeda                        | /s/, /θ/     | [s], [θ]              | sz                            |

## Digráfok
Az egy hangot jelölő, de két betűből álló csoportok a digráfok. A spanyolban az alábbi hat digráf van:
| Digráf | Fonéma   | Közelítő magyar ejtés     |
| ------ | -------- | ------------------------- |
| ch     | /tʃ/     | cs                        |
| gu     | /g/      | g (e, i előtt)            |
| gü     | /gw/     | gv (e, i előtt)           |
| ll     | /ʎ/, /ʝ/ | lj, j, gy                 |
| qu     | /k/      | k                         |
| rr     | /r/      | rr (mint a durran szóban) |

## A betűk előfordulásának gyakorisága
Az alábbi kimutatás a spanyol ábécé betűinek előfordulási gyakoriságáról a Don Quijote spanyol nyelvű szövege alapján készült, amely összesen 1 640 502 betűt tartalmaz.
| Betű | Előfordulások száma | Aránya |
| ---- | ------------------- | ------ |
| e    | 229188              | 14,0%  |
| a    | 200492              | 12,2%  |
| o    | 162512              | 9,9%   |
| s    | 125726              | 7,7%   |
| n    | 108440              | 6,6%   |
| r    | 100953              | 6,2%   |
| i    | 90070               | 5,5%   |
| l    | 89141               | 5,4%   |
| d    | 87237               | 5,3%   |
| u    | 79471               | 4,8%   |
| t    | 61749               | 3,8%   |
| c    | 59435               | 3,6%   |
| m    | 44658               | 2,7%   |
| p    | 35464               | 2,2%   |
| q    | 32483               | 2,0%   |
| y    | 25115               | 1,5%   |
| b    | 24146               | 1,5%   |
| h    | 19920               | 1,2%   |
| v    | 17855               | 1,1%   |
| g    | 17225               | 1,0%   |
| j    | 10530               | 0,6%   |
| f    | 7581                | 0,5%   |
| z    | 6491                | 0,4%   |
| ñ    | 4241                | 0,3%   |
| x    | 377                 | 0,0%   |
| w    | 2                   | 0,0%   |
| k    | 0                   | 0,0%   |

## Külső hivatkozások
- (angolul) A spanyol ábécé – Omniglot.com
- (spanyolul) Abecedario – Diccionario panhispánico de dudas
- (spanyolul) Online spanyol szótagoló és fonetikai átíró program